# Talamello

Talamello, Talamèl en dialecte romagnol, est une commune italienne de 1 100 habitants située dans la province de Rimini, dans la région Émilie-Romagne. Le village fait partie de la région historique du Montefeltro.

## Géographie
Située à une altitude de 386 mètres, la cité de Talamello domine sa proche voisine Novafeltria et la vallée du Marecchia, sur la rive gauche du fleuve. Desservie par la route provinciale SP258 qui depuis Rimini (32 km) remonte toute la vallée, et à 11 km de Pennabilli. La commune est entourée de Novafeltria, San Leo, Torriana et Sogliano al Rubicone.

La grande ville la plus proche est Santarcangelo di Romagna à 22 km.

## Histoire
Le nom de cet ancien bourg de colline, situé au centre de la vallée du Marecchia, vient de Thalamos (grottes, habitations). Ses origines sont antérieures au IXe siècle ; il fut propriété de la famille des Della Faggiola, puis de celle des Malatesta qui en firent l'une de leurs forteresses pendant les conflits qui les opposaient aux Montefeltro (XVe siècle).
Initialement, en 1860, lors de l'unification de l'Italie, Talamello fut rattachée à la région des Marches (province de Pesaro et Urbino). Ce n'est que tout récemment, le 15 août 2009, qu'elle en a été détachée, conjointement avec six autres communes du Haut-Valmarecchia, en application des résultats d'un référendum tenu les 17 et 18 décembre 2006, pour être rattachée à l'Émilie-Romagne. Sur cette modification territoriale, pourtant pleinement entrée en vigueur, a pesé jusqu'au 10 juillet 2010 le recours de la région des Marches devant la Cour constitutionnelle, qui l'a rejeté pour inadmissibilité, vu son absence de fondement, non ayant été violée ou enfreinte aucune loi.

## Fêtes et gastronomie
Formaggio di fossaCe fromage de fosse, spécialité de Talamello remonte au Moyen Âge quand les habitants du bourg, pour se protéger des voleurs et pour la conservation, déposaient leur fromage dans des fosses creusées dans le grès de la colline (fosse appelée thalamos c’est-à-dire grotte ou habitation). Après trois mois de maturation, le fromage est prêt à la consommation (le poète Tonino Guerra le baptisa Ambra di Talamello, de la couleur ambre que prend le fromage). Cette tradition perdure de nos jours et produit un fromage de qualité très apprécié. La foire au fromage se déroule chaque année au mois de novembre.
Festa della RanaFête à la grenouille qui se déroule dans le bourg de Talamello en août et dont le jeu  consiste à transporter le plus rapidement possible des grenouilles ou crapauds sur une charrette sans trop de perte.

## Monuments et lieux d’intérêt
- Musée-pinacothèque Gualtieri Lo splendore del reale (la splendeur du réel).
- Mont Pincio : recouvert d’une pinède, d’une châtaigneraie et d’une grande variété de plantes, le mont est accessible par des sentiers et offre un panorama sur les Apennins, la Romagne toscane et, au loin, la riviera romagnole.
- Jardin Roccioso : dans la localité de Borgnano le long du Marecchia, parc aménagé dans les anciennes carrières.
- Sur la place principale du bourg, embellie par une grande fontaine, se trouve l'église paroissiale de S. Lorenzo (XVIIe siècle) dans laquelle est conservée une précieuse crucifix peint, attribuée à Giovanni da Rimini ou à un autre représentant de l'école de Rimini du XIVe siècle.

Dans cette église, on peut également admirer une statue en bois polychrome (« Vierge à l’Enfant ») du XVe siècle et un Crucifix en bois du XVIe siècle. De grand intérêt artistique : la « cellule » du cimetière, totalement décorée de fresques réalisées par Antonio Alberti (1427).
- La petite église de Collina abrite une fresque de la fin du XIVe et du début du  XVe siècle (« Vierge à l’Enfant »).

## Administration
| Période                                  | Période  | Identité          | Étiquette     | Qualité |
| ---------------------------------------- | -------- | ----------------- | ------------- | ------- |
| 08/06/2009                               | En cours | Francesca Ugolini | Liste civique |         |
| Les données manquantes sont à compléter. |          |                   |               |         |

### Hameaux
Ca’Poggiale (0,75 km), Campiano (1,1 km), cava (0,85 km), Collina (2,1 km), Il Casino (0,5 km), Il Pozzo (2 km), Ca’Francescone (2,4 km).

### Communes limitrophes
Maiolo (6 km), Mercato Saraceno (17 km), Novafeltria (1 km), San Leo (6 km).

## Population

### Évolution de la population en janvier de chaque année
| 1861 | 1901  | 1921  | 1951  | 1961  | 1971 | 1981 | 1991 | 2001  |
| ---- | ----- | ----- | ----- | ----- | ---- | ---- | ---- | ----- |
| 922  | 1 169 | 1 111 | 1 167 | 1 006 | 716  | 857  | 933  | 1 093 |

| 2011  | - | - | - | - | - | - | - | - |
| ----- | - | - | - | - | - | - | - | - |
| 1 080 | - | - | - | - | - | - | - | - |